# Nootropo
I nootropi, conosciuti anche come "smart drug" (farmaci intelligenti) e smart nutrient, sono sostanze che aumentano le capacità cognitive dell'essere umano (abilità e funzionalità del cervello). La parola nootropo deriva dal greco, nous (mente) e tropein (volgere, mutare). Generalmente, i nootropi lavorano aumentando il rilascio di agenti neurochimici (neurotrasmettitori, enzimi e ormoni), migliorando l'apporto di ossigeno al cervello o stimolando la crescita nervosa.
Molte delle presunte sostanze nootrope sono alimenti o parti di piante (erbe, radici, fagioli, cortecce, ecc.), disponibili nei negozi di alimentari e usate come complementi nutrizionali (ad es. aromatizzanti). In altri casi si tratta invece di medicinali usati per trattare persone affette da difficoltà di apprendimento, malattie degenerative (Alzheimer, Parkinson), e in casi di deficit di ossigeno in modo da prevenire condizioni patologiche come l'ipossia. Sono molto vendute su internet, e utilizzate da migliaia di persone per migliorare le proprie abilità di pensiero. In Italia sono disponibili solo quelli che vengono definiti nootropi naturali, ovvero derivanti da alimenti o parti di piante, diversamente i nootropi farmacologici, possono essere usati solo su prescrizione medica.
Con certi nootropi gli effetti sono lievi e graduali, come con gli induttori della crescita nervosa, e possono impiegare settimane o mesi prima di dare gli effetti desiderati a chi li utilizza. Dall'altra parte invece ci sono i nootropi a effetto profondo e immediato. È comunque da considerare che mentre esistono studi scientifici a sostegno di alcuni di questi benefici, è noto che buona parte degli effetti attribuiti ai nootropi non sono ancora stati oggetto di formali sperimentazioni.

## Meccanismo generico di funzionamento
Una sostanza nootropa offre supporto alla produzione dei neurotrasmettitori fornendo al corpo i precursori e i cofattori di cui ha bisogno. Portare ad alti livelli la presenza di neurotrasmettitori nel cervello migliora concentrazione, abilità di calcolo, memoria, creatività, umore e previene, o in alcuni casi cura, la depressione. I quattro neurotrasmettitori principali sono acetilcolina, dopamina, norepinefrina e serotonina.
Nonostante questo è anche risaputo che l'esercizio cardiovascolare effettuato regolarmente ha effetti nootropi, aumenta infatti la capacità del corpo di fornire ossigeno alle cellule cerebrali. L'esercizio ha inoltre un potente effetto sinergico se accoppiato a una dieta sana ed equilibrata.

## Sostanze nootrope
I medicinali a effetto nootropo sono generalmente disponibili soltanto previa prescrizione medica o importazione personale. Le altre sostanze nootrope elencate qui sotto sono invece già presenti in natura, sono dunque alimenti o componenti della pianta disponibili nei negozi di alimentari e usate come supplementi nutrizionali. L'effetto di queste sostanze è soggettivo, varia cioè da individuo a individuo.

### Rifornimento e aumento dei neurotrasmettitori
Il pensiero è un processo biologico molto esigente. Implica l'uso di neuroni che a loro volta richiedono l'uso di svariati neurotrasmettitori, e anche se questi ultimi sono riutilizzabili sino a un certo limite, possono esaurirsi. L'esaurimento di neurotrasmettitori porta a una inevitabile riduzione delle prestazioni mentali, che può includere:
- difficoltà di concentrazione;
- rallentamento dei processi ragionativi;
- difficoltà di apprendimento;
- alterazione del richiamo mnemonico;
- problemi di coordinazione;
- disturbi dell'umore;
- impossibilità di fronteggiamento;
- diminuzione della velocità di risposta;
- fatica mentale.

I neurotrasmettitori hanno bisogno di essere alimentati, e di questo si occupa il corpo utilizzando le sostanze assunte nella dieta alimentare. Mantenere l'equilibrio neurochimico a livelli ottimali ha i suoi corrispondenti benefici sulle prestazioni cerebrali, permette infatti il miglioramento della resistenza e dell'agilità mentale portandola anche oltre i limiti dell'individuo.
Relativamente all'età del cervello, l'abilità di produrre e mantenere rispondente il livello dei neurotrasmettitori diminuisce. Così, la teoria è quella di sostenere il cervello con un ampio rifornimento delle sostanze necessarie alla produzione di neurotrasmettitori in modo da ristabilire nell'individuo i livelli ottimali e aiutare il cervello a mantenere reattive e funzionali le abilità cognitive.

#### Colinergici
I colinergici sono sostanze che riguardano il neurotrasmettitore acetilcolina o i componenti del sistema nervoso che ne fanno uso. L'aceticolina è fondamentale per la memoria, la concentrazione, e molto utilizzata in processi come il pensiero astratto, il calcolo, la creatività, ecc. Aumentare la disponibilità di questo neurotrasmettitore nel cervello migliora queste funzioni e ne accresce la durata di lavoro prima che queste decadano in rallentamenti o vengano fermate. Il sovradosaggio di acetilcolina può invece indurre gli effetti opposti, riducendo temporaneamente le prestazioni mentali. I nootropi colinergici includono i precursori dell'acetilcolina, i suoi cofattori e gli acetilcolinesterasi inibitori:
- Acetil-L-carnitina - Amminoacido. Precursore dell'acetilcolina. Ha effetti sinergici con l'acido lipoico. Attenzione: da non confondere con la L-carnitina. Sono simili ma l'effetto è differente.
- Centrofenossina (Lucidril) - Medicinale. Colinergico.
- Colina - Precursore dell'acetilcolina.
  - Alpha-GPC (L-alpha glutarilfosfatidilcolina) - Precursore della colina, può attraversare la barriera ematoencefalica.
  - CDP-Colina o Citicolina (citidina-5-difosfatocolina) - Precursore della colina, induce effetti simili al precedente ma il suo costo di produzione è ridotto.
  - Colina bitartrato - Precursore dell'acetilcolina, nootropo generico, antidepressivo.
  - Colina citrato - Precursore dell'acetilcolina, nootropo generico, antidepressivo.
- DMAE (2-dimetilaminoetanolo) - Trattamento per ADD/ADHD. Precursore dell'acetilcolina. Agente colinergico. Usato per la rimozione della lipofuscina dalle cellule neurali. Antidepressivo.
- Huperzine A - Potente inibitore dell'acetilcolinasterasi, l'enzima che distrugge l'acetilcolina.
- Lecitina (fosfatidilcolina) - Contiene colina.
- Derivati del pirrolidone:
  - Piracetam (Nootropil) - Distribuito solo con ricetta (in Europa). È il primo[2], e il più usato[3] medicinale nootropo. È un agente colinergico, ha effetti sinergici con DMAE, centrofenossina, colina e idergina. Aumenta il metabolismo e il livello energetico delle cellule cerebrali[4] e velocizza il flusso interemisferico dell'informazione (corpo calloso). Migliora la capacità di concentrazione e di memorizzazione. Protegge i neuroni dall'ipossia[2] e stimola la crescita dei recettori di acetilcolina. Può inoltre portare alla rigenerazione dei nervi. Decresce e ostacola il formarsi della lipofuscina[5]. In America è possibile acquistare Piracetam liberamente.
  - Aniracetam (Ampamet, Draganon) - Medicinale. Analogo del piracetam e dalle 4 alle 8 volte più potente. Protegge dall'indebolimento dei processi chimici utilizzati per la memoria[6]. Migliora la memoria nei soggetti anziani aumentando il livello di monoamine (noradrenalina, dopamina e serotonina), neurotrasmettitori essenziali per apprendimento e processi mnemonici[1]. Possiede possibili proprietà terapeutiche nel trattamento della sindrome fetale alcolica (FAS)[7]. Aumenta la vigilanza[8].
  - Etiracetam - Medicinale. Aumenta la vigilanza[8]. Utilizzato recentemente come anti-epilettico.
  - Nefiracetam - Medicinale. Analogo del piracetam, facilita la neurotrasmissione ippocampica[9].
  - Oxiracetam (Neuromet) - Medicinale. Analogo del piracetam e dalle 2 alle 4 volte più potente. Migliora memoria, concentrazione e vigilanza.
  - Pramiracetam (Neupramir, Pramistar)- Medicinale. Analogo del piracetam e dalle 8 alle 30 volte più potente.
- Vitamina B5 (acido pantotenico) - cofattore nella conversione della colina in acetilcolina, agente colinergico, aumenta la resistenza (compresa la resistenza mentale).

Un eccesso di acetilcolina può essere nocivo; vedere colinesterasi.

#### Dopaminergici
I dopaminergici sono sostanze che riguardano il neurotrasmettitore dopamina o i componenti del sistema nervoso che ne fanno uso. I nootropi dopaminergici includono i precursori della dopamina, i suoi cofattori e gli inibitori del riassorbimento della dopamina (DARI):
- L-dopa - Disponibile solo con prescrizione medica. Precursore della dopamina, nootropo generico, anti-depressivo, usato nella cura della malattia di Parkinson
- Fenilalanina (richiede Vitamina B6 e Vitamina C) - Amminoacido essenziale. Precursore della dopamina, nootropo generico, anti-depressivo, riduttore del sonno.
- Teanina - Amminoacido presente nel tè. Aumenta il livello di serotonina e dopamina nel cervello.
- Tirosina (richiede Vitamina B6 e Vitamina C) - Amminoacido essenziale. Precursore della dopamina, nootropo generico, anti-depressivo, riduttore del sonno
- Vitamina C- migliora l'elasticità e l'integrità del sistema cardiovascolare. Antiossidante e stabilizzante (protegge le cellule cerebrali e ne previene la morte), cofattore nella produzione di serotonina e dopamina.
- Vitamina B6 - Cofattore nella produzione di dopamina
- Yohimbina - Corteccia. Aumenta i livelli di dopamina sino all'80%, ma non è tuttora risaputo il suo meccanismo di azione. Afrodisiaco. Possiede svariati effetti collaterali.
- Cabergolina - Agonista dei recettori D2 della dopamina[10].
- Ropinirolo - Agonista non-ergolinico dei recettori D2, D3 e D4 della dopamina. Farmaco utilizzato per il trattamento della malattia di Parkinson[11].

#### Serotoninergici
I serotoninergici sono sostanze che riguardano il neurotrasmettitore serotonina o i componenti del sistema nervoso che ne fanno uso. I nootropi serotoninergici includono i precursori della serotonina, i suoi cofattori e gli inibitori del riassorbimento della serotonina:
- 5-HTP - Forma maggiormente biodisponibile del triptofano, precursore della serotonina.

- Griffonia simplicifolia Pianta. Una risorsa naturale per il 5-HTP

- Triptofano (richiede Vitamina B6 e Vitamina C) - Amminoacido essenziale. Precursore della serotonina, si trova in alta concentrazione nelle banane, nei polli e nel latte.

### Anti-depressione, adattogenia e stabilizzazione dell'umore
La depressione clinica interessa negativamente le prestazioni cognitive. Sentimenti quali tristezza, sensi di colpa, disperazione, ansia e paura sono causati dall'effetto che la depressione ha sul pensiero produttivo, mentre l'apatia (che può essere causata dalla depressione stessa) è la mancanza di motivazione, curiosità, interesse, determinazione, ecc. Altri sintomi includono disturbo del sonno, fatica mentale, mancanza di energia, problemi nel prendere decisioni, difficoltà di concentrazione e difficoltà di memorizzazione. Ovviamente, la riduzione di questi effetti migliora l'intelligenza e le prestazioni mentali, dunque curare e prevenire la depressione è a tutti gli effetti una strategia nootropa. C'è una forte relazione tra la depressione e la riduzione (o in casi estremi l'esaurimento) dei neurotrasmettitori (dopamina, acetilcolina e serotonina) nel cervello, l'aumento di questi può dunque curare (o eventualmente ridurre i sintomi di) molti casi di depressione. Lo stress è un'altra causa (o conseguenza) della diminuzione dei neurotrasmettitori, e le cure anti-stress hanno solitamente degli ottimi effetti nootropi.
Tutti i "nergici" elencati qua sotto sono stati trovati di ottimo utilizzo nel trattamento di stress e depressione specialmente se usati nelle combinazioni precursore/cofattore.
Elenco nootropi contro lo stress e la depressione:
- Ashwagandha (Withania somnifera) - Radice. Conosciuta anche come Ginseng Indiano. Adattogeno usato come tonificante per normalizzare il metabolismo e ridurre il livello di ansia e stress.
- Inositolo - Ansiolitico simile alle vitamine del gruppo B. Si pensa che l'effetto di ansiolitico sia dovuto alla sua capacità di collegare i GABAergici ai recettori GABAA. È uno zucchero ed è dunque una sorgente energetica alternativa per il cervello e per i tessuti muscolari. Offre supporto alle membrane cellulari rafforzando e aiutando a proteggere i neuroni.
- Melissa officinalis (Erba cedrina) - Erba. Antidepressivo.
- Rhodiola Rosea - Erba. Adattogeno, antistress, antidepressivo, dimagrante. Aumenta l'energia e la resistenza mentale, riduce la fatica.
- Hypericum perforatum (Erba di San Giovanni) - Erba. I suoi principi attivi, ipericina e iperforina, sono indicati nei casi di lieve e media depressione.
- Ginseng, siberiano (Eleutherococcus senticosus) - Radice. Adattogeno ansiolitico atto a normalizzare le conseguenze dello stress fisico e mentale.
- Selegilina (Deprenyl) - Riduce il formarsi di lipofuscina (pigmento dell'invecchiamento) nel cervello migliorando l'attività di riciclaggio cellulare[12]. La Selegilina può dunque rallentare il formarsi delle malattie cerebrali.
- Sutherlandia Frutescens - Erba. Adattogeno, purificatore sanguigno.
- Tè - Erba. Contiene teofillina e teanina. Anti-stress
- Teanina - Amminoacido. Presente nel tè. Aumenta il livello di serotonina e dopamina nel cervello. Anti-stress.
- Vasopressina - Medicinale. Ormone prodotto dai neuroni magnocellulari dell'ipotalamo (neuroni principalmente raggruppati nei nuclei sopraottico e paraventricolare) e successivamente veicolato alla neuroipofisi, da cui viene immesso in circolo. Migliora i processi di elaborazione della memoria. Usata come trattamento nei casi di apatia cronica.
- Vitamina B3 (Acido nicotinico) - Nutriente essenziale. Aumenta memoria e concentrazione. Vasodilatatore. Stabilizzatore dell'umore con un potente effetto ansiolitico; Effetti collaterali: Disturbi gastro-intestinali, riduzione della pressione sanguigna, sensazione di prurito alla pelle causato dal rilascio di istamina.

### Energia cerebrale e miglioramento dell'apporto di ossigeno al cervello
- Acetil-L-Carnitina - Amminoacido. Utilizzato per il trasporto degli acidi grassi dal citosol al mitocondrio, dove verranno utilizzati per produrre ATP. Effetto sinergico con l'acido lipoico.
- Cromo - Stabilizza i livelli di glucosio nel sangue agevolando la concentrazione.
- Coenzima Q-10 (Ubichinone) - Aumenta il trasporto di ossigeno attraverso il mitocondrio della cellula.
- Creatina - Aumenta l'energia cerebrale agevolando la produzione di ATP.
- Acido lipoico - Effetto sinergico con Acetyl-L-Carnitina.
- Piracetam - Farmaco. Migliora l'attenzione, il flusso sanguigno, l'apporto di ossigeno e il recupero dopo Ictus.
- Piritinolo (Pyritinol) - Medicinale. Aumenta l'assorbimento di ossigeno e glucosio da parte del cervello, e permette al glucosio di passare più rapidamente attraverso la barriera ematoencefalica. Migliora le funzioni generali del cervello. È riconosciuto come un potente anti-ossidante.
- Vinpocetina (Vinpocetine) - Migliora la microcircolazione cerebrale. Aumenta l'apporto di ossigeno al cervello.
- Norvalina

### Agilità mentale, concentrazione, resistenza e attenzione
- Adrafinile (Olmifon) - Medicinale. Stimolante del SNC
- Caffeina - Migliora la concentrazione e l'inventiva ma durante l'uso (ad es. mediante caffè) ostacola il richiamo alla memoria di dati immagazzinati in passato e non utilizzati da tempo. Nonostante questo la caffeina aiuta la memorizzazione. La caffeina è la sostanza psicoattiva più usata in tutto il mondo.
- Caffè - Contiene caffeina. Il caffè fermentato è riconosciuto come un potente antiossidante.
- Nicergolina - Medicinale. La nicergolina è un derivato dell'ergoloide mesilato. Utilizzata per curare la demenza senile. Può inoltre aumentare l'agilità mentale e la percezione attraverso i 5 sensi. Aumenta la vigilanza[8]. Aumenta il flusso del sangue all'interno delle arterie e l'uso di ossigeno e glucosio da parte del cervello.
- Nicotina - Aiuta la concentrazione. Possiede svariati effetti collaterali. Provoca un elevato tasso di dipendenza.
- Cocaina - Aumenta la concentrazione e la lucidità. Provoca un elevato tasso di dipendenza e molti effetti collaterali, anche gravi.
- Metilfenidato (Ritalin) - Medicinale principalmente usato nella cura dell'ADHD
- Destroamfetamina (Dextroamphetamine) - (Adderall, Dexedrine) - Medicinale.
- Piracetam - Farmaco. Migliora l'attenzione, il flusso sanguigno, l'apporto di ossigeno e il recupero dopo Ictus
- Teofillina
- Anfetamina
- Norvalina

### Aumento della memoria e stimolanti dell'apprendimento
Tutti i "nergici" elencati più in basso, sono agenti sospetti nell'aumento della memoria (codifica e richiamo), e come ogni nootropo migliorano le funzioni generali del cervello offrendo un supporto maggiore di sangue, ossigeno, e funzionano da stimolanti e protettori.
- Bacopa monnieri - Erba. Aumenta la curiosità, migliora memoria e concentrazione, Protegge dall'amnesia introducendo agenti chimici come la scopolamina e dalle perdite di memoria dovute a intensi shock elettrici[13].
- Piracetam - Vedere Colinergici
- Rosmarino - Erba. Il rosmarino ha una buona reputazione come agente stimolante della memoria (gli effetti non hanno veridicità scientifica)
- Vasopressina - Ormone. Vedere Colinergici
- Destroamfetamina (Dextroamphetamine ) - Stimolante cognitivo

### Stimolatori della crescita nervosa, e agenti protettivi
- Acetil-L-carnitina (ALCAR) - Amminoacido. Inibisce la formazione di lipofuscina.
- Idebenone (Idebenone)- Stimola la crescita nervosa, e possiede gli stessi effetti del Coenzima Q10
- Inositolo - Rafforza i neuroni, rendendoli più resistenti a possibili danni.
- Vitamina C - Vitamina coinvolta nella sintesi del collagene. La Vitamina C partecipa inoltre come co-fattore nella produzione di dopamina.

### Droghe con possibili effetti nootropici
- Anfetamine - Prescritta per il trattamento di ADHD (Sindrome da deficit di attenzione e iperattività), narcolessia, e in certi casi di obesità. È utilizzata come pillola anti-fatica dai piloti nelle forze armate. Aumenta attenzione, concentrazione, vigilanza, resistenza e desiderio sessuale. Hanno numerosi effetti collaterali, e l'uso ricreazionale di questa sostanza è vietato nella maggior parte del mondo.
- LSD - Droga allucinogena. A bassissime dosi (nell'ordine delle decine di microgrammi) ha effetti simili a quelli dell'Idergina. Il sovradosaggio comporta effetti allucinogeni e enteogeni. Può inoltre causare distorsioni della coscienza, psicosi e sinestesia.
- Pemolina
- Psilocibina
- Psilocina

### Cibi nootropi
Esistono anche cibi normalmente consumati nella dieta, che contengono sostanze a effetti nootropici.
- Pesce, come il salmone o il tonno fresco, sono ricche sorgenti di Omega-3 come l'acido eicosapentaenoico (EPA) e l'acido docosaexaenoico (DHA). Al deficit di tali sostanze nell'uomo è associato l'aumento del rischio di depressione, aggressività, schizofrenia o l'iper-attività nei bambini.
- Gotu Kola